# Östgöta ryttare
Östgöta ryttare tidigare kavalleriregemente i Östergötland.

## Historik
Vid revolutionen år 1538 deltog detta rytteri, i likhet med Östgöta fotfolk, i intagandet av Vadstena slott och Stegeborgs slott samt i därpå följande strider och rörelser. År 1575 omtalas Östgöta landsfana i en kunglig författning, och år 1583 befullmäktigades Arvid Knutsson Drake att antaga ryttare under Östgöta fanan. Enligt "Kort förslag på ryttarnes månadssold från den 1 juli 1591 till yttersta juni 1592" upptagas Östgöta ryttare till 250 man, vilka synas deltagit i kriget mot ryssarna. Enligt ett dylikt register av den 25 augusti 1593 var antalet denna dag 204 men hade den 2 februari samma år varit 268 man. 
År 1593 räknade Östgöta ryttare fana till 204 man. Vid stridigheterna mellan Sigismund och hertig Karl slöt sig Östgöta ryttare, likasom Östgöta fotfolk, till den senare och bevistade slaget vid Stegeborg den 9 september och Linköping den 25 september 1598. I slaget vid Kirchholm den 17 september 1605 deltog 2 fanor Östgöta ryttare, av vilka den ena under Nils Erikson av 120 man, förlorade 48, samt den andra under Sven Some av 122 man, förlorade 29. Att Östgöta ryttare även bevistade 1611 och 1612 års fälttåg i Sverige, är ganska troligt. Enligt en förteckning över krigsmakten år 1615 borde Östgöta ryttare bilda en komplett fana av 300 man under en Ruthwem befäl. År 1618 anfördes den av Nils Asserson. 1Í livländska fälttåget år 1621 deltog en fana, och i det år 1622 två fanor Östgöta ryttare av 125 man vardera.
År 1623, då det inhemska rytteriet betydligt förstärktes, ökades även Östgöta ryttare till 3 kompanier, såsom kavalleriets ekonomiska enhet hädanefter benämndes i stället för fana, av 125 man, således till 375 man. I livländska fälttåget åren 1625 och 1626 deltog två kompanier vilka enligt all sannolikhet bevistade slaget vid Wallhof. I maj 1627 överskeppades till Preussen 3 kompanier Östgöta ryttare och snart därefter ytterligare 2, vilka alla anfördes av major Rothkirch samt deltog i fälttågets krigsrörelser, varunder de även bevistade fäktningen vid Dirschau den 8 augusti. Under vintern inkvarterades Östgöta ryttare i nämnde stad. Våren 1628 utgick ytterligare 1 kompani, så att Östgöta ryttare nu räknade 6 kompanier, vilka i början av fälttåget låg i lägret vid Dirschau, men sedermera såväl medföljde armén till lägret vid Graudentz, som var närvarande vid Strassburgs intagande den 24 september. Samma höst återgick 4 kompanier, jämte numera överstelöjtnant Rothkirch, till Sverige. De 2 kompanier, som kvarlämnades, ställdes under major Schulmans befäl samt låg sommaren 1629 i lägret vid Montauer-Spitz, det mest framskjutna av de tre, vilka Gustaf II Adolf detta år upprättat till försvar av sina erövringar i Preussen mot polackernas och de kejserliges förenade makt. På hösten återgick nämnde 2 kompanier, jämte de övriga svenska trupperna, till Sverige.
År 1630 övergick 4 kompanier Östgöta ryttare under den till överste utnämnde Hans Rothkirchs befäl med konungen till Tyskland. Den i Sverige kvarlämnade avdelningen, som blivit förökad till 3 kompanier, ställdes under den till överstelöjtnant utnämnde Schulmans befäl. Rothkirchs skvadron marscherade efter landstigningen vid Peenemünde, jämte det övriga kavalleriet, över Usedom och Wollin till lägret vid Stettin, där den sedermera kvarlåg under återstoden av året. I februari 1631 gick skvadronen med konungens avdelning till Mecklenburg samt bevistade Demmins intagande. Då Tilly i början av mars inbröt i de svenska kvarteren, medföljde Östgöta ryttare svenska huvudstyrkan till lägret vid Schwedt, där de sedermera kvarlåg till mitten av april, då de beordrades att under fältmarskalken Horns befäl från norra sidan innesluta Landsberg, vilken stad gav sig den 16. Skvadronen kvarblev sedan vid Horns fördelning i grannskapet av Frankfurt an der Oder större delen av sommaren, till dess den i slutet av juli fick avgå till lägret vid Werben. Härifrån medföljde den huvudhärens under Gustaf Adolfs befäl till Wittenberg samt deltog i slaget vid Breitenfeld den 7 september, där den stod på högra flygelns första träffen närmast infanteriet.

## Personal
- Nils Assersson Mannersköld
- Otto Schulman